# Ganggrab vom Myrebjerg

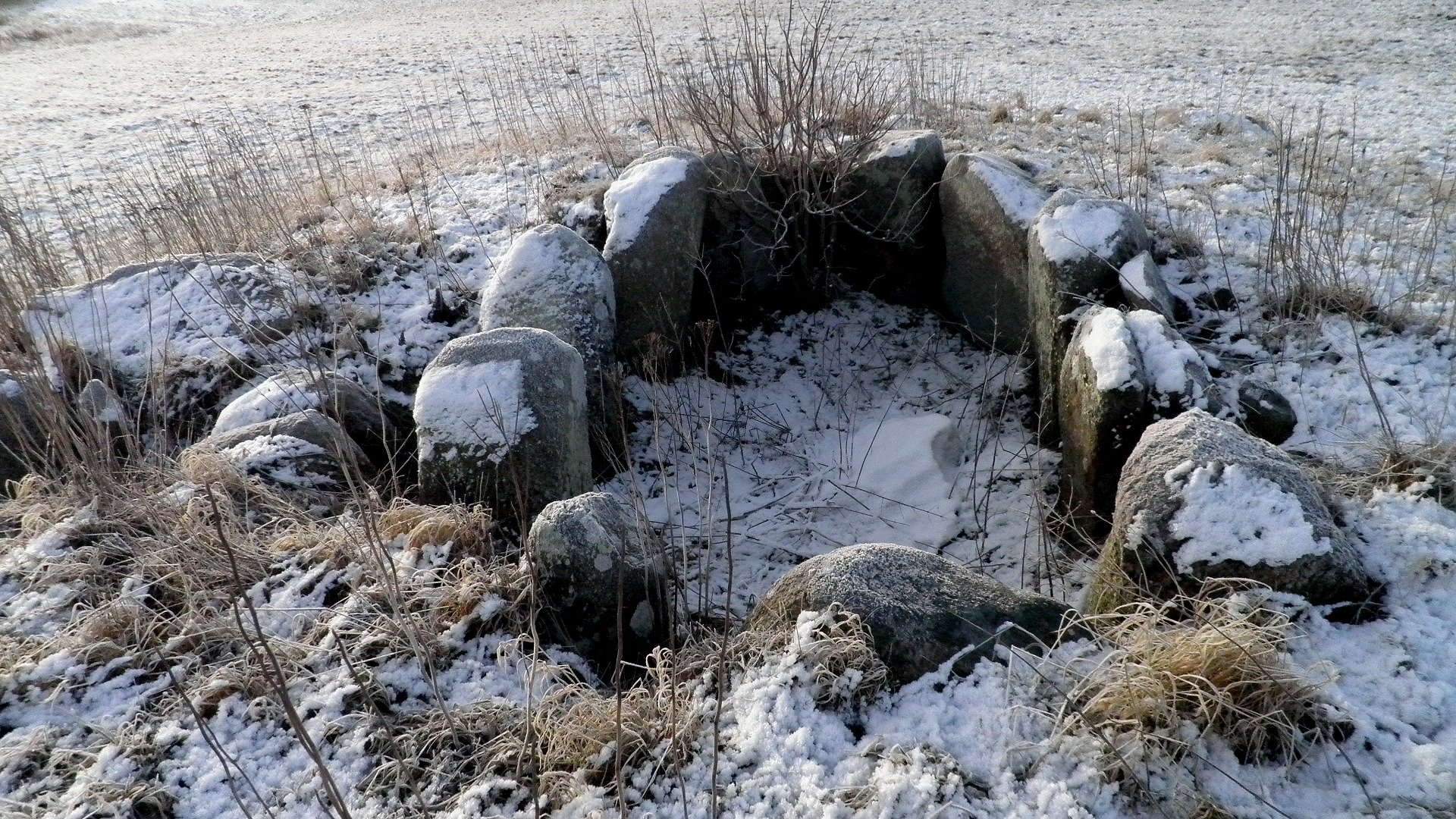
Ganggrab von Myrebjerg

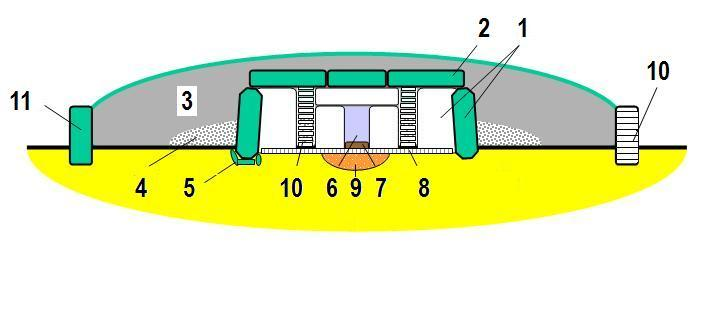
Schema Ganggrab (Querschnitt) 1=Trag-, 2= Deckstein, 3=Erdhügel, 4=Dichtung, 5=Verkeilsteine, 6=Zugang, 7= Schwellenstein. 8=Bodenplatten, 9=Unterbodendepots, 10=Zwischenmauerwerk 11=Randsteine

Das 1877 ausgegrabene Ganggrab vom Myrebjerg (auch Magleby Nor 2 genannt) liegt östlich von Bagenkop auf der dänischen Insel Langeland. Das Großsteingrab entstand im Neolithikum zwischen 3500 und 2800 v. Chr. als Megalithanlage der Trichterbecherkultur (TBK). Das Ganggrab (dänisch Jættestue) ist eine Bauform jungsteinzeitlicher Megalithanlagen, die aus einer Kammer und einem baulich abgesetzten, lateralen Gang besteht. Diese Form ist primär in Dänemark, Deutschland und Skandinavien sowie vereinzelt in Frankreich und den Niederlanden zu finden. Neolithische Monumente sind Ausdruck der Kultur und Ideologie neolithischer Gesellschaften. Ihre Entstehung und Funktion gelten als Kennzeichen der sozialen Entwicklung.

## Beschreibung
Das Ganggrab liegt in einem Nord-Süd-ausgerichteten, rechteckigen Hügel, der lediglich 20 × 7 m misst. Von den Randsteinen sind noch 43 erhalten. Alle sind eher klein, wie es für Hügel dieser Art auf Langeland und Lolland typisch ist. Die Kammer ist oval und misst etwa vier mal zwei Meter. Sie wird von elf kleineren, megalithischen Tragsteinen gebildet, zwischen denen Zwischenmauerwerk zu sehen ist. Alle Decksteine fehlen. Der Zugangsrest auf der Ostseite des Hügels ist etwa drei Meter lang und besteht aus zwei Tragsteinen sowie Rahmen- und Schwellenstein, jedoch ohne Decksteine.
Im Jahre 1877 wurde das Großsteingrab ausgegraben. Man fand zuoberst ein Urnengrab aus der Bronzezeit sowie Feuersteindolche und Pfeilspitzen aus der Dolchzeit, außerdem Beile, Knochen, Bernsteinperlen und Scherben von Tongefäßen aus der Jungsteinzeit. 1950 untersuchte Langelands Museum den Hügel und das umgebende Gelände. Dabei kamen Scherben von Tongefäßen aus der Zeit des Hügelbaus zum Vorschein. Darüber hinaus wurden einige interessante Baudetails deutlich. So entdeckte man, dass der Hügel auf einer künstlichen Erhöhung angelegt ist, die aus Lehm und Steinpflaster besteht. Rechteckige, mit kleinen Randsteinen umsetzte Grabhügel kommen nur im südlichen Dänemark vor und werden als Einfluss aus der Norddeutschen Tiefebene gedeutet. Zum typischen dänischen Ganggrab, das der benachbarte Hulbjerg darstellt, gehört ein Rundhügel mit großen Randsteinen.